# 莫莫营子站
莫莫营子站是位于内蒙古自治区科尔沁左翼中旗莫莫营子的一个铁路车站，邮政编码29327。车站建于1980年，有通霍铁路经过该站，现已关闭，车站及上下行区间均已电气化。车站距离通辽站119公里，隶属沈阳铁路局，曾是五等站。